# Sinh sản ở loài thú
Sự sinh sản ở loài thú là quá trình và cách thức sinh sản được ghi nhận ở các loài động vật có vú (động vật hữu nhũ). Hầu hết các động vật có vú đều là động vật đẻ con với đặc trưng là sự phát triển của phôi bên trong cơ thể của bà mẹ (mang thai), cuối cùng dẫn đến việc sinh ra, trái ngược với sự sinh sản bằng cách đẻ trứng và ấp trứng bên ngoài cơ thể bố mẹ. Hầu hết các bà mẹ loài thú đều sinh ra những đứa con. Tuy nhiên, có ngoại lệ ghi nhận năm loài đơn loài, thú mỏ vịt và echidnas là các loài thú đẻ trứng. Các loài thú có một hệ thống xác định giới tính khác với hầu hết các động vật có vú khác, cụ thể, nhiễm sắc thể giới tính của thú mỏ vịt giống với gà hơn là của động vật có vú.
Các tuyến vú của động vật có vú chuyên tiết ra sữa (sự tiết sữa), một thứ chất lỏng dành cho những con non sơ sinh có giá trị như là nguồn chất dinh dưỡng chính yếu của chúng. Các đơn bào phân nhánh sớm từ các động vật có vú khác và không có núm vú được tìm thấy ở hầu hết các động vật có vú, nhưng chúng có tuyến vú. Đứa trẻ liếm sữa từ núm vú trên ngực mẹ, chỉ khi phát triển đến một mức độ nhất định chúng sẽ được cho ăn thức ăn rắn (dạng mềm do bố mẹ mới cho) và sau đó là cai sữa, tự kiếm ăn. Động vật có vú đẻ con-Viviparous thuộc phân lớp Theria. Một số loài thú có túi có thời gian mang thai ngắn, thường ngắn hơn chu kỳ động dục của nó và sinh ra một đứa trẻ sơ sinh kém phát triển, sau đó trải qua sự phát triển hơn nữa; ở nhiều loài, điều này diễn ra trong một túi giống như túi nằm ở phía trước bụng của mẹ chúng.